# Dag Alveng
Dag Alveng (ur. 9 września 1953 w Oslo) – norweski fotograf.

## Działalność artystyczna

### Wystawy indywidualne
- 1979 - Galleri 1, Bergen
- 1979 - Fotogalleriet, Oslo
- 1979 - Gallery 7/Club 7, Oslo
- 1981 - Galleri KT, Kongsberg
- 1982 - Kunstmuseet, Trondheim
- 1982 - Preus Fotomuseum, Horten
- 1985 - Wang Kunsthandel, Oslo
- 1986 - Kunstnernes Hus, Oslo
- 1987 - Preus Fotomuseum, Horten
- 1988 - Museum for Fotokunst, Odense
- 1989 - Opsis Gallery, Nowy Jork
- 1991 - Fotogalleriet, Oslo
- 1993 - Holly Solomon Gallery, Nowy Jork
- 1993 - Galleri Riis, Oslo
- 1994 - Henie-Onstad Kunstsenter, Høvikodden
- 1994 - Portland School of Art, Portland
- 1998 - Galleri Fotografia, Oslo
- 2000 - The Gallery of the Center of Modern Art, Warszawa
- 2001 - Sprengel Museum Hannover, Niemcy
- 2001 - Narodowe Muzeum Sztuki, Architektury i Projektowania, Oslo
- 2003 - Deborah Bell Photographs, Nowy Jork
- 2003 - Galleri Brandstrup, Oslo
- 2007 - Blomqvist, Oslo
- 2008 - Deborah Bell Photographs, Nowy Jork
- 2009 - Caixa de Economia Galeria da Paulista, São Paulo
- 2009 - Benedito Calixto Museum, Santos
- 2012 - Drammens Museum, Drammen
- 2012 - Galleri Brandstrup, Oslo
- 2013 - Haugar Vestfold Kunstmuseum,Tønsberg

## Książki i albumy fotograficzne
- «Sommerlys», tekst Per Bjarne Boym, Oslo 2013
- «Racing», tekst Åsmund Thorkildsen, Joachim Førsund, Forlaget press, 2012
- «One Shot Each – Humor Belyst», Museet for Fotokunst Brandts, Odense, 2007
- «This is MOST important – The New York Multiple Exposure Series», Forlaget Oktober, 2003
- «Summer Light», tekst Robert Adams, Eva Klerck-Gange i Thomas Weski, Forlaget Oktober, 2001
- «Layers of Light», Ex Libris Forlag, 1995
- «The Yard at Solheimsviken», tekst Kjartan Fløgstad, Hanne Müller, Alma Mater, 1990
- «Asylum», tekst Susan Kismaric, Koks Forlag, 1987
- «54 Mayo Road», Ikaros, Oslo, 1978
- «Photographs from the Real World», Den norske Bokklubben i anledning OL på Lillehammer
- «Bilder av menn», tekst  Trond-Viggo Torgersen, University Press, Oslo, 1985

## Nagrody
- Young Photographers Award, Arles1983
- Photographers Gold Award, Norges Fotografforbund 1998

## Kolekcje
Prace artysty znajdują się w zbiorach m.in.:
- Nowojorska Biblioteka Publiczna, Stany Zjednoczone Ameryki Północnej
- The Hasselblad Center, Göteborg, Szwecja
- Yale University Art Gallery, Stany Zjednoczone Ameryki Północnej
- The Metropolitan Museum of Art, Nowy Jork, Stany Zjednoczone Ameryki Północnej
- Museum of Modern Art (MoMA), Nowy Jork, Stany Zjednoczone Ameryki Północnej
- Sprengel Museum, Hannover, Niemcy
- Museum Folkwang, Essen, Niemcy
- Francuska Biblioteka Narodowa, Paryż,Francja
- Stedelijk Museum, Amsterdam, Holandia
- Moderna Museet, Stockholm, Szwecja
- Narodowe Muzeum Sztuki, Architektury i Projektowania, Oslo, Norwegia
- Henie-Onstad Art Center, Høvikodden, Norwegia
- Museet for Fotokunst, Odense, Dania
- The National Museum of Photography – Preus Photomuseum, Horten, Norwegia
- The Art Collection of the City of Oslo, Stenersenmuseet, Norwegia
- The Art Collection of The Norwegian Council of Cultural Affairs, Norwegia